# Buš
Buš (en allemand : Busch) est une commune du district de Prague-Ouest, dans la région de Bohême-Centrale, en République tchèque. Sa population s'élevait à 352 habitants en 2020.

## Géographie
Buš se trouve à 7 km à l'est-nord-est de Nový Knín, à 22 km à l'ouest de Benešov, à 31 km au sud du centre de Prague.
La commune est limitée par Slapy au nord, par la Vltava et la commune de Rabyně à l'est, par Čím au sud, et par Korkyně et Nové Dvory à l'ouest.

## Histoire
La première mention écrite du village date de 1292.